# Clivio Piccione
Clivio Piccione né le 24 février 1984 à Monaco est un pilote automobile monégasque.

## Carrière
- 2001 Formule Ford Britannique, 32e
- 2002 Championnat de Grande-Bretagne de Formule 3 National class, 2e (3 victoires)
- 2003 Championnat de Grande-Bretagne de Formule 3, 11e (1 victoire)
- 2004 Championnat de Grande-Bretagne de Formule 3, 4e (2 victoires)
- 2005 GP2 Series, 16e (1 victoire)
- 2006 GP2 Series, 12e
- 2007 World Series by Renault, 15e
- 2008 2 courses en EuroSeries 3000, 1 podium
- 2009 14 courses en A1 Grand Prix, 9e
- 2010 FIA GT, 14e